# Villa Gisella
La Villa Gisella, anciennement Villa I Pini, est située Largo Enrico Caruso 1 à Florence. La villa était la résidence du ténor Enrico Caruso, comme le commémore une plaque sur le côté de la Via delle Panche.

## Histoire
La villa, située jusqu'au XXe siècle dans la commune de Sesto Fiorentino, puis entrée dans celle de Florence, existe depuis au moins 1427, lorsqu'elle appartenait à Guido di Tommaso Deti, un Florentin du quartier de Santa Felicita. En 1567, elle fut achetée par Bartolomeo Filippi et, en 1587, Maria Filippi l'a offerte en dot à son mari Bartolomeo Del Turco. À la suite d'un procès entre Maria et le cardinal Giovanni Battista Deti, la villa revint aux Deti en 1614 et en 1620 elle fut vendue à la famille Falconetti de Florence, résidant dans le quartier de Santo Spirito. Elle passa ensuite à la famille Cavalcanti (1660), à la famille Cattani (1751), à la famille Teri puis, après d'autres changements, elle fut achetée par le chanteur Enrico Caruso en 1904.

### L'ère Caruso
Le ténor Enrico Caruso, grâce à l'extraordinaire succès de sa tournée de Rigoletto au Metropolitan Opera House de New York en 1903, put rentrer en Italie avec l'argent nécessaire pour acheter, en 1904, la Villa I Pini alle Panche, dans la région vallonnée du Nord de Florence. Il y vécut avec sa compagne Ada Botti Giachetti et leurs deux fils, Rodolfo et Enrico.
Il la fit entièrement rénover, l'agrandissant et y aménageant un grand jardin à l'italienne, avant de s'y installer avec son épouse Dorothy Benjamin. Ils y restèrent jusqu'à leur mort, lorsque la villa fut héritée par leur fils Enrico junior, qui y vécut avec son épouse Elena Canessa. Par la suite, la villa a été vendue aux enchères et achetée par de nouveaux propriétaires. En 1954, elle fut confiée au pédiatre Giuseppe Mecca qui, à partir de 1956, la confia à une maison de retraite de médecine générale, date à laquelle elle prit son nom actuel.

## Architecture

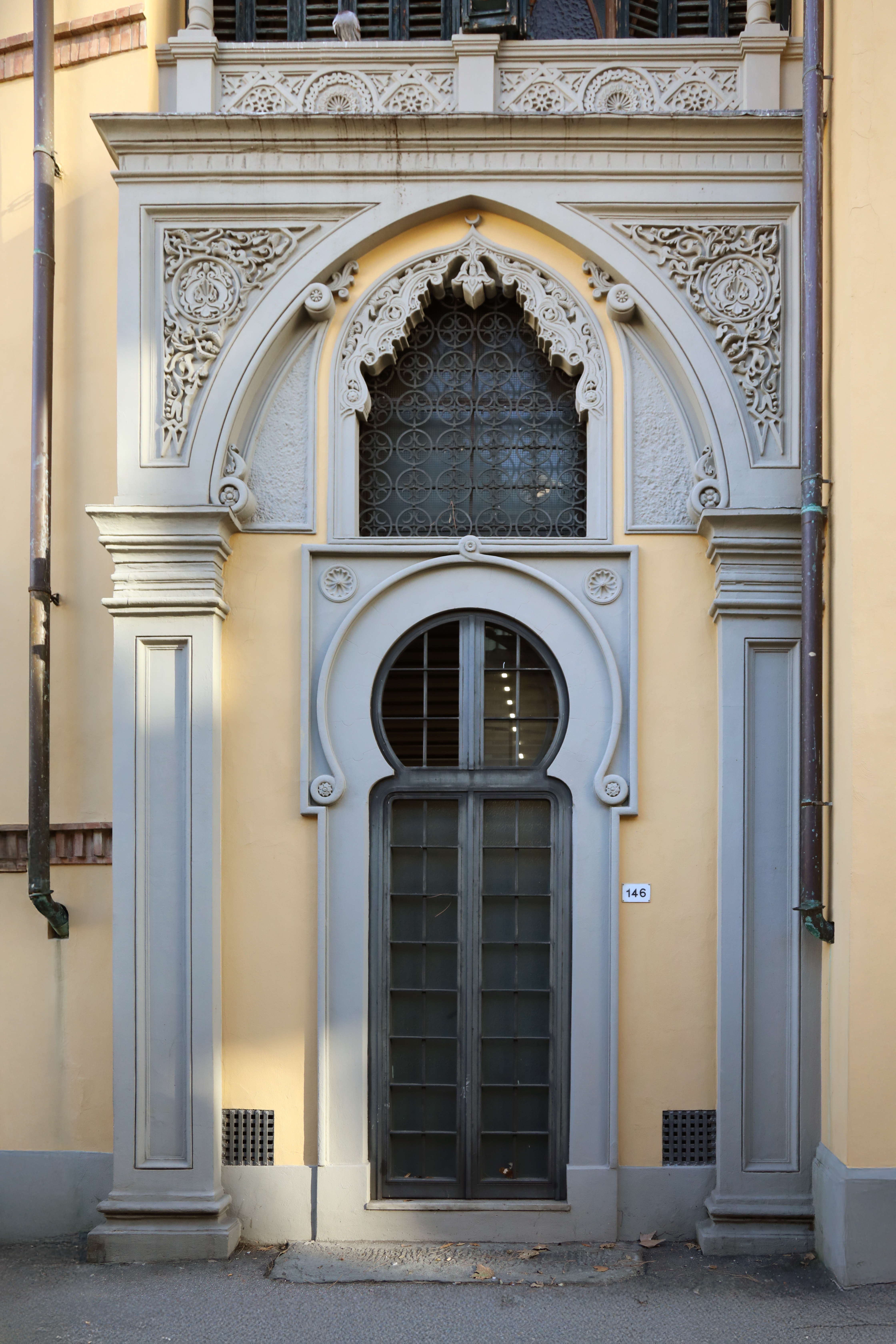
Le portail mauresque.

La villa est un exemple intéressant de style éclectique à Florence, basé sur des préexistences plus anciennes.
L'élément le plus ancien est la tourelle, peut-être du XIIIe siècle, surmontée de créneaux et d'une horloge postérieure. Même le côté rue présente un aspect typique des maisons de style rustique des environs de Florence, avec des éléments en pierre (comme les appuis de fenêtre, les corniches et les supports de fenêtre) lesquels se détachent sur le plâtre clair. Les fenêtres à meneaux et le portail mauresque de la Via delle Panche datent du XXe siècle.
À l'intérieur, quelques pièces historiques subsistent, comme la chapelle, la salle du trône, la salle de billard et un précieux escalier en bois. De nombreux portails intérieurs présentent des arcs surélevés de style mauresque, comme celui de l'extérieur.

## Le jardin
Le jardin présente un plan à l'italienne, avec des parterres géométriques entourés de haies de buis et parsemés de cyprès et d'essences fleuries. Sur environ 7 000 m2 se trouvent également une serre et un chemin bordé de colonnes.